# Siskiyou-chipmunk
De siskiyou-chipmunk (Neotamias siskiyou) is een zoogdier uit de familie van de eekhoorns (Sciuridae). De wetenschappelijke naam van de soort werd voor het eerst geldig gepubliceerd door A.H. Howell in 1922.

## Voorkomen
De soort komt voor in de Verenigde Staten.